# Yann Capet
Pour les articles homonymes, voir Capet.
Yann Capet, né le 31 décembre 1975 à Calais, est un homme politique français.
Membre du Parti socialiste (PS), il est élu député dans la 7e circonscription du Pas-de-Calais lors des élections législatives de 2012. Il est également élu d’opposition au conseil municipal de Calais, dirigé par Natacha Bouchart, de 2014 à 2020.

## Biographie

### Situation personnelle
Yann Capet est le fils d'André Capet, député de la 7e circonscription du Pas-de-Calais de 1988 à 1993 et de 1997 à 2000.
Diplômé de l'université du Littoral-Côte-d’Opale (ULCO), il est professeur de droit.

### Parcours politique
Il commence son engagement politique au Mouvement des jeunes socialistes (MJS), qu'il rejoint à l'âge de 16 ans.
Élu conseiller régional du Nord-Pas-de-Calais en 2010, Yann Capet est investi par le Parti socialiste pour les élections législatives de 2012 dans la 7e circonscription du Pas-de-Calais. Son suppléant est Olivier Majewicz, maire d'Oye-Plage et vice-président du conseil général du Pas-de-Calais. Il est élu député au second tour avec 61,4 % des voix contre son adversaire UMP Philippe Mignonet, adjoint à la maire de Calais.  
Candidat PS-EÉLV-PRG aux élections municipales de 2014 à Calais, il arrive en troisième position au premier tour en obtenant 19,7 % des voix, derrière la liste de la maire sortante Natacha Bouchart (UMP) et celle du Front de gauche conduite par l'ancien maire Jacky Hénin. Pour le second tour, il fusionne sa liste avec celle de ce dernier. La liste de gauche termine deuxième avec 39,3 % des voix, derrière celle de Natacha Bouchart qui obtient 52,1 % des suffrages. Élu conseiller municipal, il quitte le conseil régional du Nord-Pas-de-Calais en application de la loi sur le cumul des mandats.
En juillet 2014, il devient premier secrétaire de la fédération du Parti socialiste du Pas-de-Calais.
Pour les élections régionales de 2015 en Nord-Pas-de-Calais-Picardie, Yann Capet est pressenti pour prendre la tête de la liste socialiste pour le département du Pas-de-Calais. La tête de liste revient finalement à Frédéric Cuvillier, Yann Capet étant alors placé en troisième position sur cette liste, menée au niveau régional par Pierre de Saintignon. Il n'obtient pas de siège au conseil régional, la liste s'étant retirée à l'issue du premier tour pour faire barrage au Front national.
Dans le cadre de la primaire citoyenne de 2017, il n'apporte son soutien à aucun candidat, de même que Martine Filleul, première secrétaire de la fédération PS du Nord.
Candidat à sa réélection dans la 7e circonscription du Pas-de-Calais lors des élections législatives de 2017, il est battu dès le premier tour avec 12,7 % des suffrages, arrivant en quatrième position derrière les candidats FN, LR et LREM. Il renonce dans la foulée à se porter candidat au Sénat en septembre de la même année et démissionne  de la tête de la fédération PS du Pas-de-Calais.
Victime d’un infarctus en mars 2018, il ne se représente pas aux élections municipales de 2020 à Calais.

## Détail des mandats et fonctions

### Mandats électifs
- Conseiller régional du Nord-Pas-de-Calais (2010-2014).
- Député de la 7e circonscription du Pas-de-Calais (2012-2017).
- Conseiller municipal de Calais (2014-2020).

### Fonctions politiques
- Secrétaire de la section socialiste de Calais.
- Premier secrétaire de la fédération PS du Pas-de-Calais (2014-2017).